# أبو بكر بانغورا
أبو بكر بانغورا (بالفرنسية: Boubacar Bangoura)‏ (5 سبتمبر 1990 بباماكو في مالي - ) هو لاعب كرة قدم مالي في مركز الهجوم. لعب مع الملعب المالي وشبيبة بجاية ونادي دجوليبا.